# Lycaena alexandra
Lycaena alexandra är en fjärilsart som beskrevs av Rudolf Püngeler 1901. Lycaena alexandra ingår i släktet Lycaena och familjen juvelvingar. Inga underarter finns listade i Catalogue of Life.